# نونورا
نونورا (و نیز آوانویسی‌شده نونوررا) خدای بین‌النهرینی بود که کوزه‌گری الهی در نظر گرفته می‌شد. در فهرست‌های خدای متاخر، او را با ائا برابر می‌دانند که نشان‌دهندهٔ گرایش گسترده‌تر در برخورد با خداییان صنعتگر به عنوان جنبه‌هایی از آن خدا است. 

## نام و شخصیت
نام نونورا به خط میخی به صورت dNun-ur4-ra یا dNin-ur4-ra،
نوشته می‌شد، اگرچه املای دوم غیرعادی تلقی می‌شود.
مارکهام جی گلر از نونوررا به عنوان یک الهه یاد می‌کند. با این حال، نویسندگان دیگر به طور مداوم او را مرد توصیف می‌کنند.
نونورا به عنوان یک سفالگر الهی عمل می‌کرد.
نونورا در جادوهای بلاگردان و جن‌گیری نیز نقش داشت.

## گواهی‌ها
نونورا در تعدادی از طلسم‌ها گواهی شده‌است.